# Barriereriff-Anemonenfisch
Der Barriereriff-Anemonenfisch (Amphiprion akindynos) lebt in den Korallenriffen des Great Barrier Reef an der Küste des nordöstlichen Australien, bei Neu-Kaledonien und den Loyaltyinseln.

## Merkmale
Der Körper des Fisches ist an den Flanken braun, die Unterseite orange. Zwei breite, weißblaue Querstreifen ziehen sich über den Körper, der erste direkt hinter dem Auge, der zweite beginnt in der Mitte der Rückenflosse. Die Schwanzflosse ist weiß. Die Rückenflosse hat zehn bis elf Hart- und 14 bis 17 Weichstrahlen, die Afterflosse zwei Hart- und 13 bis 14 Weichstrahlen. Amphiprion akindynos wird 12 bis 13 Zentimeter lang. Er wurde schon im Aquarium nachgezüchtet.
Er akzeptiert sechs Symbioseanemonenarten als Partner.
- Die Blasenanemone (Entacmaea quadricolor)
- Die Glasperlen-Anemone (Heteractis aurora)
- Die Lederanemone (Heteractis crispa)
- Die Prachtanemone (Heteractis magnifica)
- Die Teppichanemone (Stichodactyla haddoni)
- Mertens Anemone (Stichodactyla mertensii)